# Zelený paprsek
Zelený paprsek (1882, Le rayon vert) je méně známý román francouzského spisovatele Julese Verna z jeho cyklu Podivuhodné cesty (Les Voyages extraordinaires).
Upozornění: Francouzský film Zelený paprsek z roku 1986 režiséra Erica Rohmera je románem inspirován, ale není jeho adaptací.
V jednom svazku s tímto románem vyšla současně Vernova krátká satirická povídka Deset hodin na lovu (Dix Heures en chasse) z roku 1881.

## Obsah románu
Dílo Zelený paprsek, pojmenované po stejnojmenném optickém přírodním jevu, se dá považovat za jediný Vernův milostný román. Jeho zápletka spočívá v tom, že mladá skotská dívka Helena se odmítá provdat, obzvláště ne za podivínského  Aristobula Ursiclose, kterého jí vybrali její strýcové, a to do té doby, než uvidí zelený paprsek, který podle staré skotské legendy umožní vidět jasně do svého srdce i do srdce druhých lidí. Spolu se strýci a služebnictvem se vypraví za pozorováním na západní pobřeží Skotska a později na Hebridy. Cestou potká mladého, vzdělaného a zcestovalého umělce Oliviera, kterého neobvyklý jev také zaujme, nebo se alespoň tak tváří. Po četných neúspěšných pokusech strýcové spolu se sluhy konečně zelený paprsek spatří, ale mladí hrdinové jej propásnou, protože si navzájem hledí do očí a okolí vůbec nevěnují pozornost.

## Hlavní postavy
- Helena Campbellová – osmnáctiletá skotská dívka
- Samuel Melvill – stýček Sam
- Sébastian Melvill – stýček Sib
- Aristobulus Ursiclos – podivínský vědec
- Olivier Sinclair – dvacetiletý umělec z Athén severu

## Vědecký základ románu
Zelený paprsek (zelený záblesk) je vzácným optickým přírodním jevem, vyskytujícím se těsně před západem slunce nebo po jeho východu. Jev je nejlépe pozorovatelný tam, kde je z nízké polohy, za čistého vzduchu, volný pohled na obzor, tedy zejména na moři. Díky selektivnímu ohybu paprsků v barevném spektru, zapříčiněnému teplotním gradientem ve vzduchu nad mořem, je vrchní část slunce na krátký čas zcela zelená, neboť červená a oranžová vlnová délka spektra zmizí jako první. Idea vyjádřená v románu, že lze předpovídat, kde a kdy je možno zelené záření uvidět, nemá ale žádné vědecké opodstatnění[zdroj?]. Vernův popis zeleného záření („záře nevšedně nádherná a se žádnou zelení, vyskytující se na zemi, srovnatelná“) je však zcela správný a je zřejmě založen na osobním zážitku[zdroj?]. Na osobních zážitcích jsou také zřejmě založeny popisy skotské přírody, neboť Verne v roce 1877 zakoupil dvoustěžňovou parní jachtu a o tři roky později se spolu se svým nakladatelem vydal na letní plavbu do Norska, Skotska a Irska.

## Ilustrace
Knihu Zelený paprsek ilustroval Léon Benett.

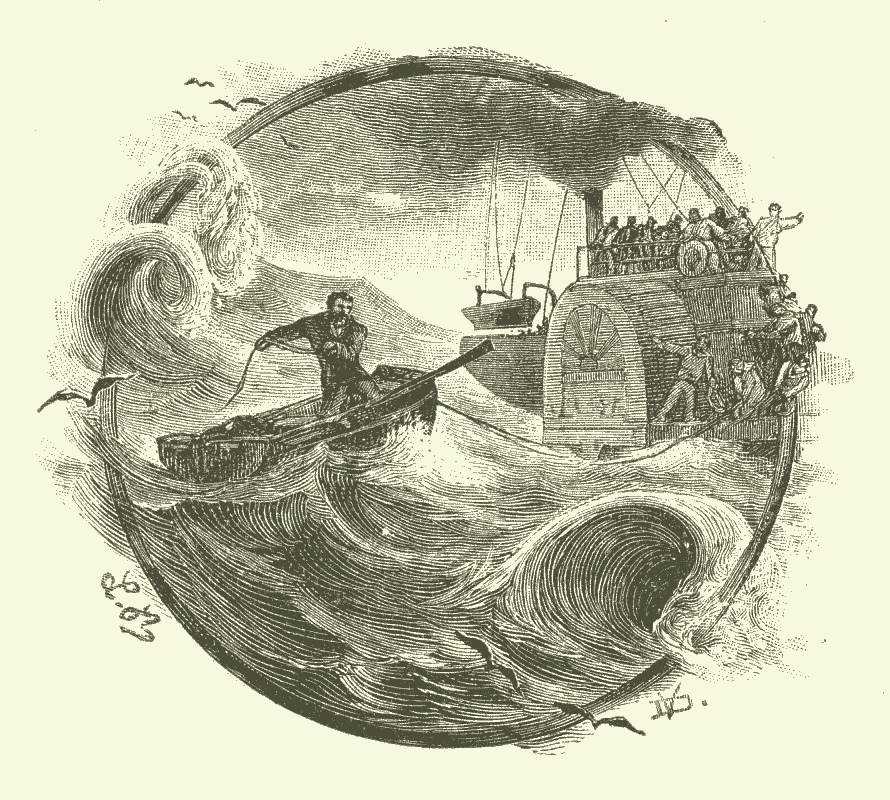
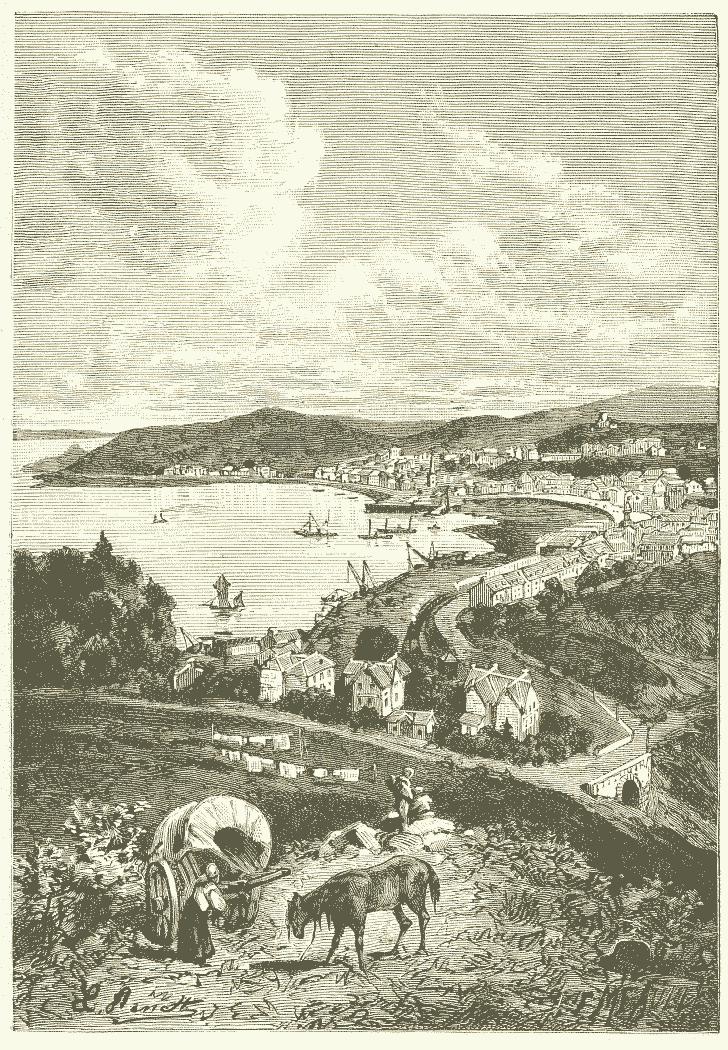
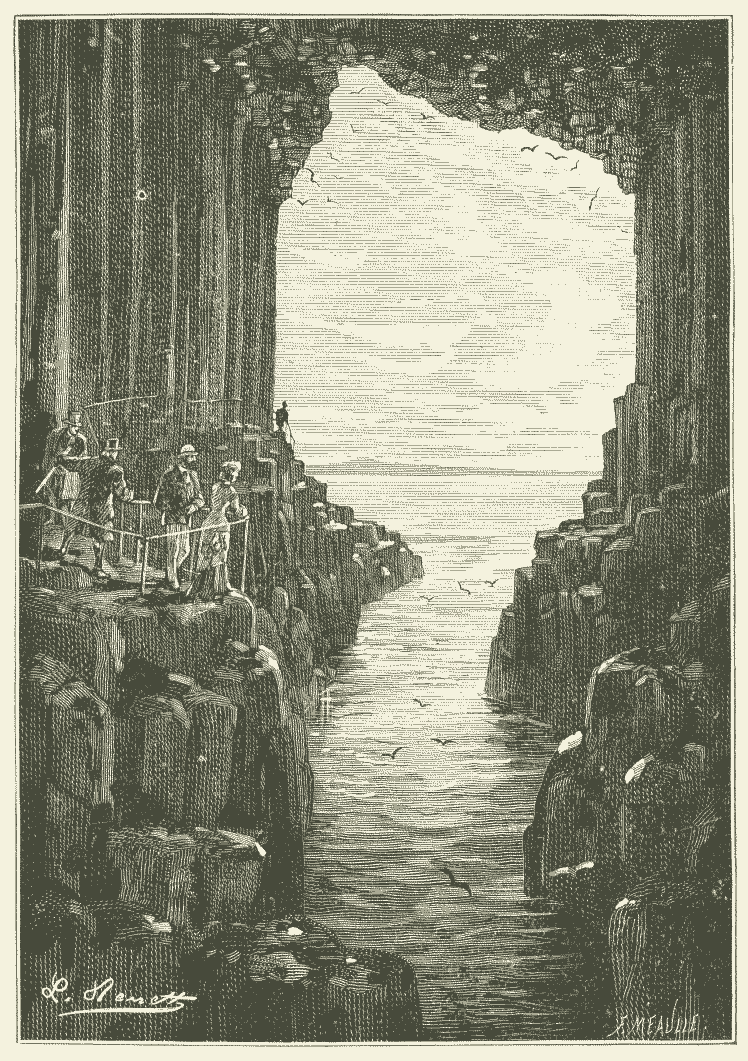
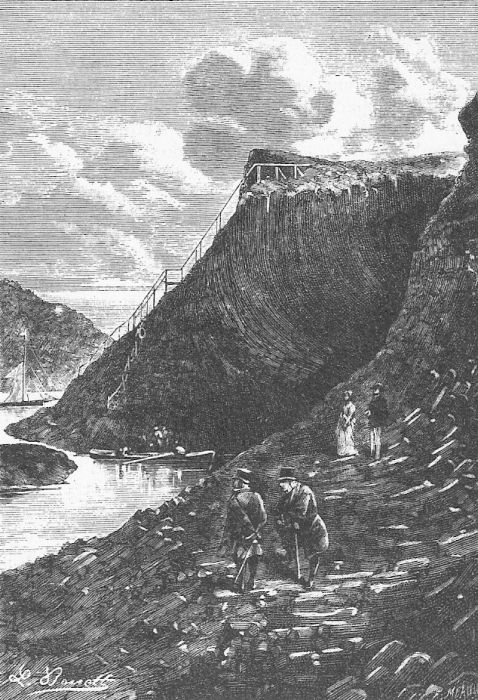
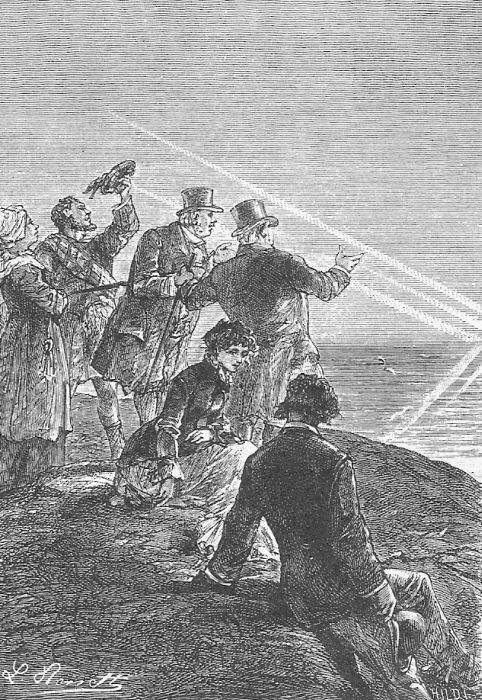

## Česká vydání
- Zelený paprsek, Alois R. Lauermann, Praha 1884, přeložil J. Al. U.
- Zelený paprsek, Bedřich Kočí, Praha 1907, přeložil Jan Bohuslav.
- Zelený paprsek, Černé indie, Mustang, Plzeň 1995.
- Zelený paprsek, Návrat, Brno 2001, přeložil Lubomír Petr, znovu 2009.
- Zelený paprsek, Nakladatelství Josef Vybíral, Žalkovice 2012, přeložil Vítězslav Unzeitig.
- Zelený paprsek, Omega, Praha 2025, přeložil Lubomír Petr.